# 良心の囚人
良心の囚人（りょうしんのしゅうじん）とは、国際的民間人権擁護団体アムネスティ・インターナショナルが提唱している概念で、非暴力であるが言論や思想、宗教、人種、性などを理由に不当に逮捕された人をいう。アムネスティー・インターナショナルの創設者ピーター・ベネンソンが評論『The Forgotten Prisoners』で初めて用いた用語である。

## 概要
政治犯と類似している点が多いが、意味合いは若干異なる。政治犯として投獄されている人で、良心の囚人の中に数えられることもあるが、良心の囚人即ち政治犯ということではない。刑務所、収容所などで囚われている場合のほか、デュー・プロセス・オブ・ローに基づかずに自宅に軟禁されたり、外出禁止を言い渡されて自由を制限された場合などもある。対象は飽くまで言論活動のみを用いる非暴力を貫いている人に限られ、暴力活動をしている場合は該当しない。また、ホロコースト否認論を公言してナチス賛美を理由に処罰された者や全体主義その他の権威主義を主張したり、同調したことを理由に処罰された者も該当しない。
良心の囚人は世界各国60カ国以上に8000人以上いるといわれている。2004年2月に「立川反戦ビラ配布事件」で逮捕拘束された3人の被疑者（一審で無罪、二審で有罪、最高裁で上告棄却）が日本で初の良心の囚人に認定された。

## アムネスティにより良心の囚人と認定された人
- アウンサンスーチー（ミャンマー、人権活動家。1991年度ノーベル平和賞受賞）
- ンガワン・チョペル（中国、チベット人、音楽家）
- 立川反戦ビラ配布事件の3被疑者（日本、反戦活動家）
- ジェラール・ジャン＝ジュスト（ハイチ、神父。2009年死去）
- モルデハイ・ヴァヌヌ（イスラエル、元核技術者）
- ユーリ・バンダジェフスキー（ベラルーシ、病理解剖学医）
- 劉暁波（中国、人権活動家。2010年度ノーベル平和賞受賞）
- ラージー・アッ＝スーラーニー（パレスチナ、弁護士）
- アレクセイ・ナワルニー（ロシア、政治活動家）
- アレシ・ビャリャツキ（ベラルーシ、民主化活動家。2022年度ノーベル平和賞受賞）
- ナルゲス・モハンマーディ (イラン、人権活動家。2023年度ノーベル平和賞受賞)